# バビロン (エジプト)

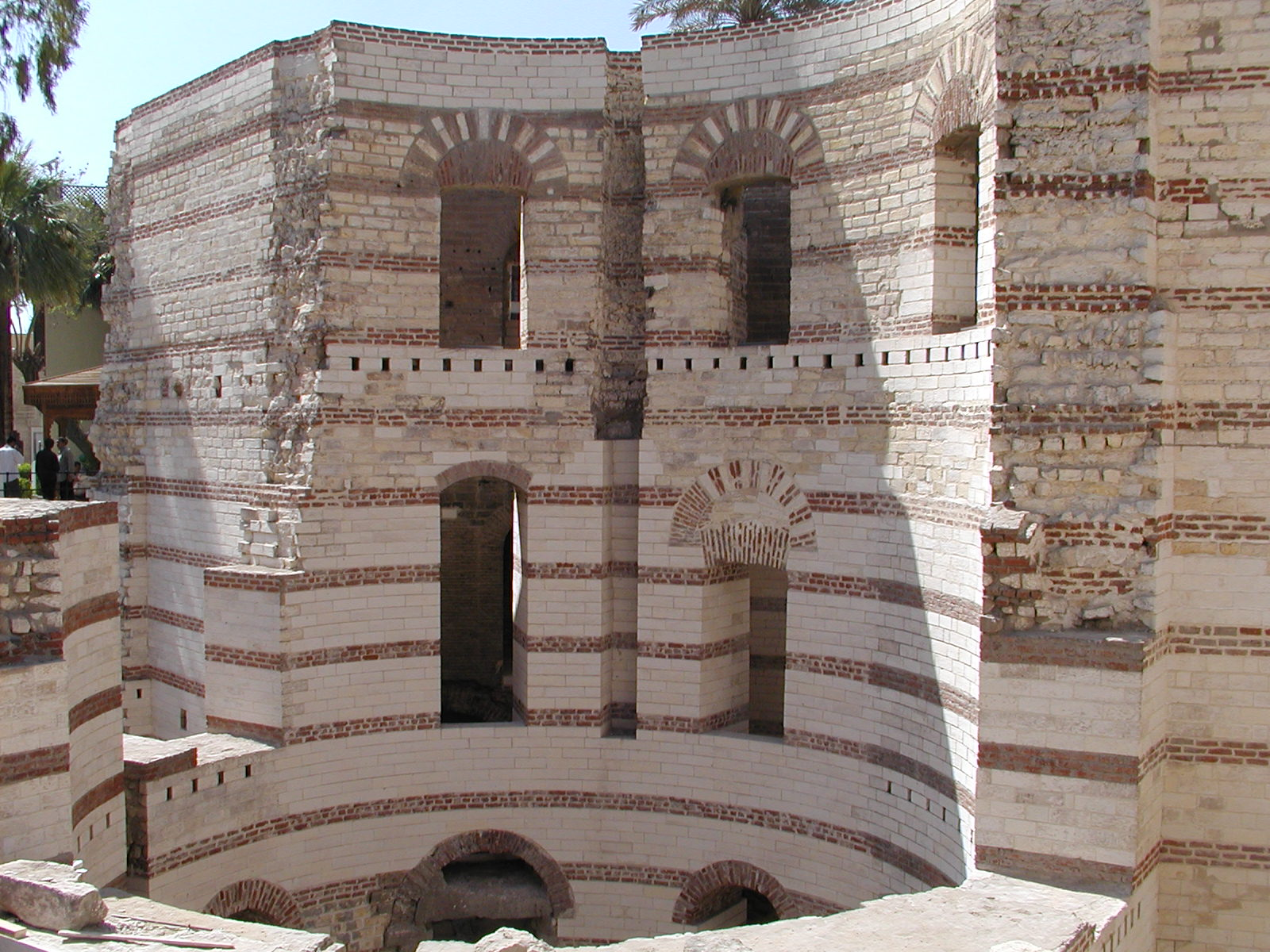
バビロン城

バビロン城 はエジプトのナイルデルタにある古代の要塞都市で、今日のカイロのオールド・カイロ地区に遺跡が残る。ナイル川右岸（東岸）のヘリオポリス・オムに位置している。北緯30度で、紅海からナイルへ至る ファラオ運河 (「プトレマイオスの運河」や、 トラヤヌスの運河とも呼ばれていた）の終端近くにある。
バビロン城の位置は、下エジプトと中エジプトとの境界に位置し、ナイル川を上り下りする船が通行料金を支払う場所であった。ディオドロスはエジプトのセソストリス王の時代に捕虜のアッシリア人の反乱に対処する為に最初に要塞を設置したとしている。その後アケメネス朝時代のクテシアスは、その起源をセミラミスの時代まで遡らせている。しかし、ヨセフス(l. c.)は、前525年に行われたカンビュセス2世の遠征の時に、バビロニアから一緒に来た人々の建設だとしている。古代ローマ人は赤と白の帯状のレンガを用いて新しい典型的なローマ式の要塞を川の近くに築造した。これが遺跡の一部として現在も残されている。.
バビロン城には、いくつものコプト正教会の最古の教会が含まれている。それは城壁の上かその内側に建設された。これらは、El-Muallaqa (ハンギング・チャーチ)と正教会の聖ゲオルギオス教会を含む。その他の一連のコプト正教会が近くにある。この一帯はオールド・カイロ、あるいは、コプト・カイロ(マスル・エル・アッティカ）と呼ばれ、市街の最も古い場所であり、要塞の遺構はカイロの最も古い、市街の基礎となった建築物である。
バビロン城はQasr el Shamee、或いは、キャンドル宮殿としても知られている。というのは、毎月月初に多数のキャンドルで要塞の塔が灯されるからである。 人々はひとつの塔から別の塔へ太陽の動きを追うことができた。6つのコプト正教会とコンバート（集会所）とコプト博物館が要塞の城壁の中に位置している。

## 名前の起源
歴史家達によれば、バビロンの名前は、バビロンとして知られる隣国の市の首都に起源があるとされる。別の歴史家は古代の Pr-Hapi-n-Iwnw (ヘリオポリスのナイルの家）という言葉と関連があると指摘している。それは、古代ヘリオポリス市に住むハピ神に由来しているとする。ハピはナイルの神である。 

## 古代エジプト
古代エジプト人は、この地が上エジプトと下エジプト、それを構成する二つの独立国の境界ではこの地点からはじまっているのだと気づいていた。そこは全エジプトにとって戦略的要衝であり、古代メンフィス市は現代のカイロ市の南にあり、少なくとも（メンフィス）は、二つの王国の統合の始まりから存在していた。これは、二つの土地のバランスを考慮して考えられた地点だといえる。 他の時代の多くの支配者達はエジプトで、他の場所へと都を移したが、結局はこの戦略的地点に戻ってくることになったのだった。

## ローマ時代とその後
伝統的には、ペルシア人が前6世紀にこの地点に最初に要塞を築いたとされるが、その時は川のそばの断崖上に築かれた。ローマ人がエジプトを征服した時、彼らは古い要塞をそのまま使う一方で、ナイルでの戦略的重要性を認識していた。水の補給問題を解決する為にローマ皇帝トラヤヌスは要塞をよりナイル川近くの現在の位置に移した。それ以来、ナイル川は要塞の北400ｍ地点を流れるようになった。
アウグストゥスの時代に、バビロンは重要な都市となり、3つの軍団の司令部が置かれた。Notitia Imperiiには、バビロンは第八ゲルマニア軍団の宿営地として言及されており、 (It. Anton.; Georg. Ravenn. etc.) 町と要塞の遺跡は現在でもオールド・カイロ、またはフスタートの北、ストラボンと初期アラビアの地誌著作者によって言及されている大水道の痕跡の間に若干見ることができる。(Champollion, l'Egypte, ii. p. 33.)
アラビア人のエジプト征服の間に、要塞は数ヶ月間包囲された後、641年四月に最終的に司令官アムル・イブン・アル＝アース の前に陥落した。

## バビロン城の写真

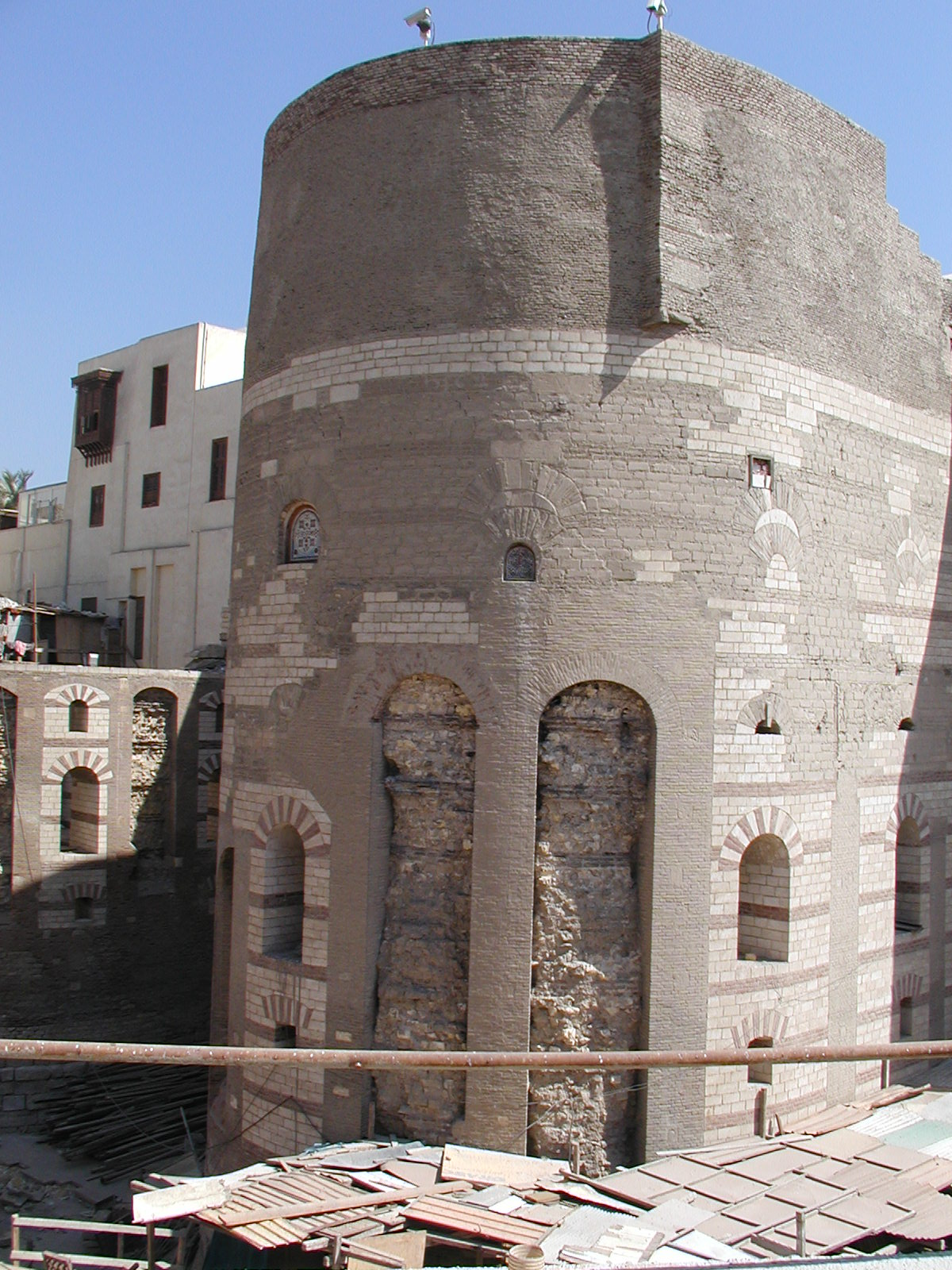
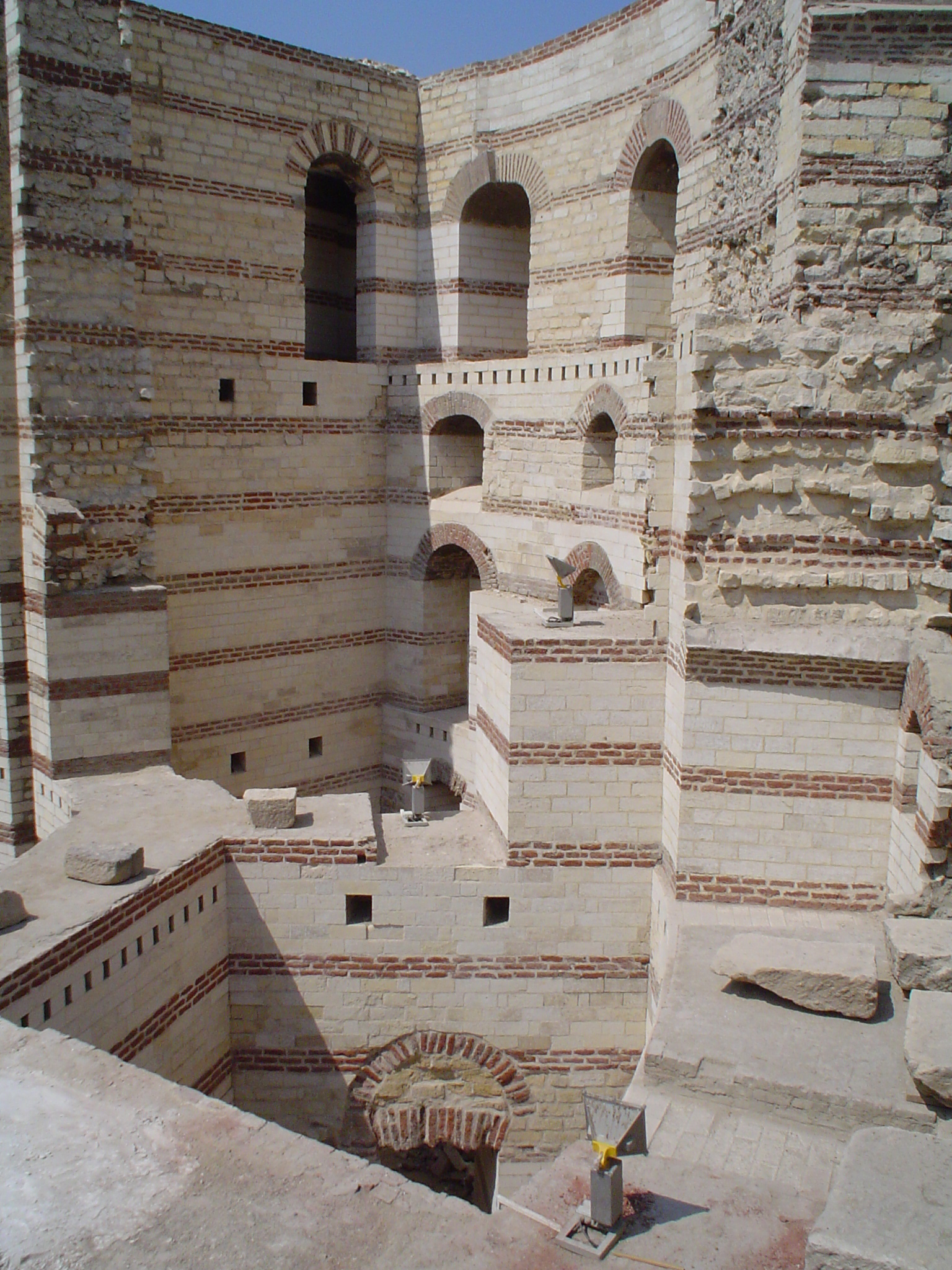
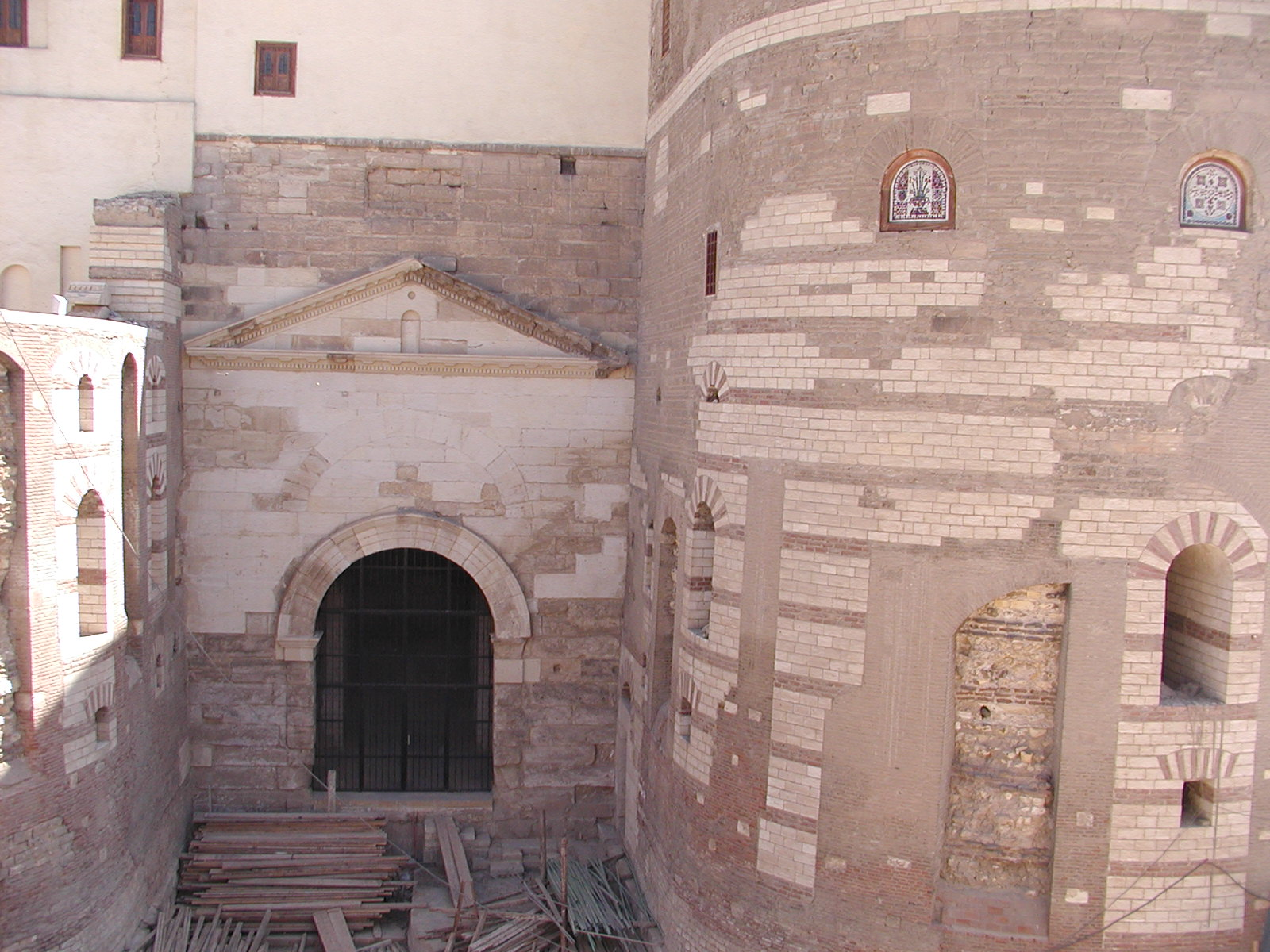
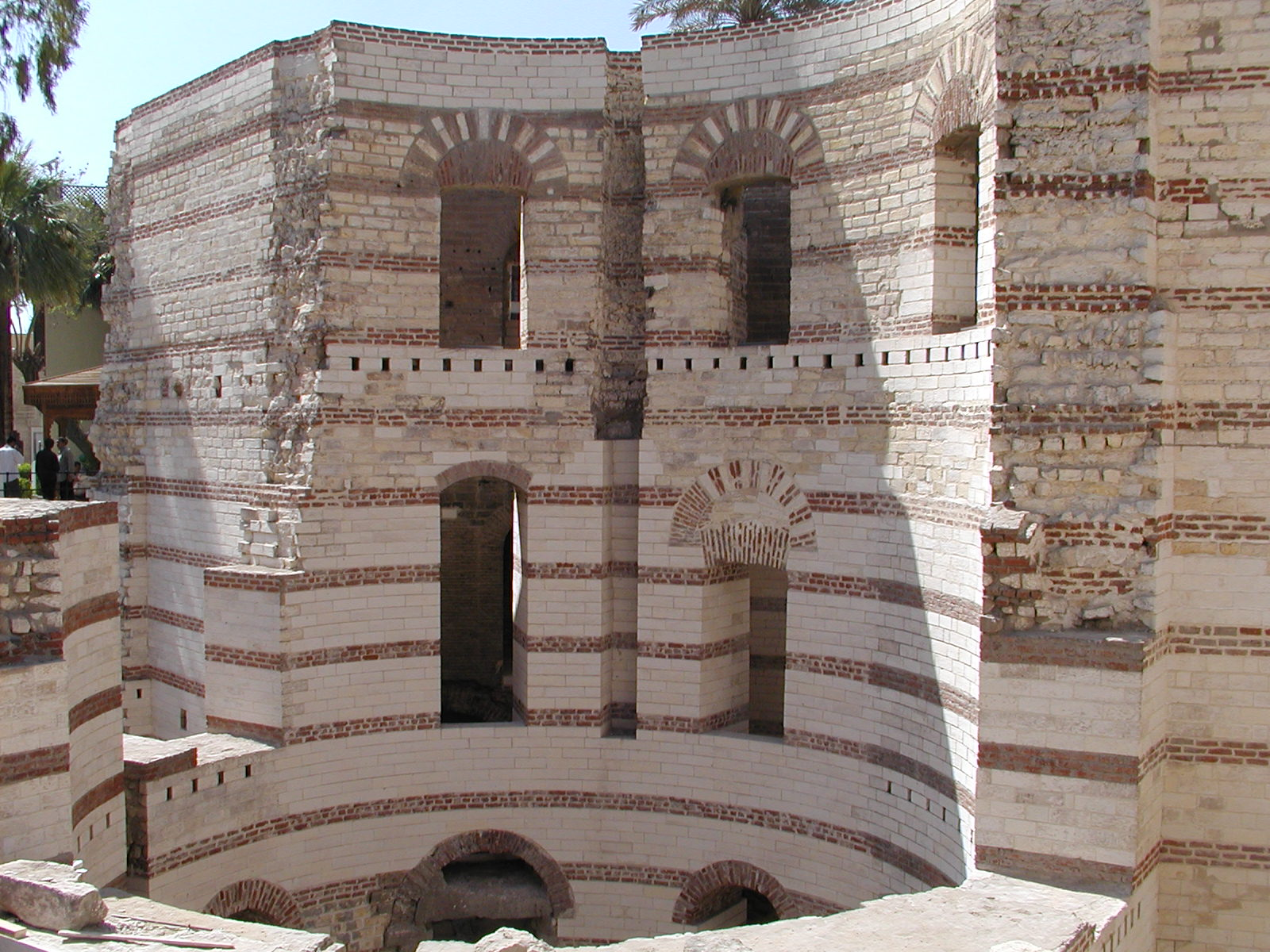

## 関連文献
- この記事には現在パブリックドメインである次の出版物からのテキストが含まれている: Smith, William, ed. (1854–1857). "Ba'bylon 2.". Dictionary of Greek and Roman Geography. London: John Murray.
- Richard Talbert（英語版）, Barrington Atlas of the Greek and Roman World（英語版）, (ISBN 0-691-03169-X), p. 74.

座標: 北緯30度0分22秒 東経31度13分47秒 / 北緯30.00611度 東経31.22972度